# Nemoria subsequens
Nemoria subsequens là một loài bướm đêm trong họ Geometridae.